# Big Grizzly Mountain Runaway Mine Cars
Big Grizzly Mountain Runaway Mine Cars is een mijntreinachtbaan in het Hongkongse attractiepark Hong Kong Disneyland, die werd geopend op 14 juli 2012. Het thema van de attractie richt zich op een mijnbedrijf waar tijdens de werkzaamheden overlast wordt veroorzaakt door enkele grizzlyberen.

## Geschiedenis
In 2009 werd een verzoek gedaan aan de Legislative Council of Hong Kong om Hong Kong Disneyland te mogen uitbreiden met drie nieuwe themagebieden, waarvan Grizzly Gulch één gebied zou zijn. Onderdeel van de plannen voor Grizzly Gulch was Big Grizzly Runaway Mine Cars. In juli 2009 werd het voorstel goedgekeurd en in december van datzelfde jaar werd een ceremonie georganiseerd om de eerste spade de grond in de steken. Het ontwerp van de attractie omvat een 27 meter hoge berg in de vorm van een grizzlybeer, waar met 30 beeldhouwers en 20 schilders aan is gewerkt over een periode van 14 maanden. Ter inspiratie voor deze rotsen zijn door het ontwerpteam onder andere de Sierra Nevada en Yosemite National Park bezocht. Uiteindelijk is voor zowel deze berg als voor andere elementen uit beton 3850 ton cement gebruikt.
Tegen de opening van de attractie aan zijn voor de operatie van het hele gebied 200 extra medewerkers aangenomen. Ten behoeve van een soft opening werd de attractie in juni 2012 al voor het publiek opengesteld. Big Grizzly Runaway Mine Cars werd uiteindelijk officieel geopend op 14 juli 2012.

## Opzet

### Verhaal
Het verhaal achter de attractie is dat van Captain Cosgrove, die op een wandeltocht door de bergen rondom Grizzly Gulch per ongeluk goud ontdekte. Op zijn tocht kwam hij drie beren tegen, die met hun rug tegen een steile rotswant aan stonden te schuren. Toen de beren terug naar hun hol gingen, merkte Captain Cosgrove iets glimmends op in de rotswand. Door het schuren van de beren was een goudader tevoorschijn gekomen. Captain Cosgrove maakte meteen aanspraak op deze goudader en richtte de Big Grizzly Mountain Mining Company op. Omwille van de gelukkige ontdekking dankzij de drie beren, worden deze beren met rust gelaten door de bevolking van Grizzly Gulch. Maar de beren blijken wel overlast te veroorzaken, waardoor het mijnbedrijf geplaagd wordt door verhalen van vreemde ongevallen die per ongeluk in gang zijn gezet door de beren.

### Rit
Gasten betreden de attractie via de wachtrij, die door verschillende gebouwen van de Big Grizzly Mountain Mining Company loopt. In de wachtrij zijn onder andere een houtzagerij en een mijnschacht te vinden, waar uit de laatste regelmatig berengeluiden te horen zijn. De wachtrij leidt uiteindelijk naar het opstapstation, waar de mijntrein van de Mining Company te vinden is. Gasten stappen hier een van de mijntreinen in. Na vertrek van de mijntrein uit het station volgt de trein enkele bochten om vervolgens op een optakeling terecht te komen.
Bovenaan deze optakeling staat een animatronic van een grizzlybeer, die tegen de hendel van een wissel aan staat te schuren. Hierdoor wordt de wissel in werking gezet, waardoor de mijntrein plots een gang ingaat waarbij allerlei waarschuwingsborden waarschuwen voor gevaar. Dat gevaar is te merken als gasten bij een tweede optakeling komen. Als de trein bovenaan is, lijkt door een special effect de kabel in het ophaalgebouw te breken, waardoor de mijntrein achterwaarts de optakeling afrolt. Middels een wissel die ondertussen is omgezet, komt de mijntrein nu op een ander parcours terecht, dat de trein om het hele Grizzly Gulch-gebied heenleidt. De trein rijdt vervolgens achterwaarts een grot in.
In deze grot zijn twee animatronics van grizzlyberen te vinden: een berenjong en zijn moeder die in een kantelend mijnkarretje zitten. De moederbeer leunt voorover uit het mijnkarretje, om met haar klauwen bij een aantal daar te drogen gehangen vissen te kunnen komen. Daardoor schommelt het mijnkarretje naar voren, waardoor het berenjong, dat op de hendel van een ontstekingsbox voor dynamiet leunt), per ongeluk deze hendel indrukt en er een aantal ontploffingen volgt. Tijdens de laatste ontploffing wordt de mijntrein voorwaarts uit de grot gelanceerd. Middels een wissel die ondertussen is omgezet, komt de mijntrein nu op een ander parcours terecht. Dit parcours leidt middels een aantal bochten en een brug een grot in. Via deze grot komt de trein het uitstapstation in, waar gasten de attractie kunnen verlaten.

## Trivia
- In het themagebied, Grizzly Gulch, is het dorpje Grizzly Gulch te vinden dat zich "The Luckiest Town in the Wild West" noemt. Omgerekend in voet is de grizzlybeerberg 88 voet hoog.[3] In China en Hongkong is 8 het geluksgetal. Ook de schacht waar de mijntrein oorspronkelijk naartoe wordt geleid (voordat de beer tegen de wissel schuurt) heeft het nummer 8.
- De momenten waarop er iets ongelukkigs gebeurt met de mijntrein, worden vergezeld door het getal 4. In China en Hongkong is 4 het ongeluksgetal. Zo heet de schacht, waar de mijntrein per ongeluk in terecht komt door de schurende beer tegen de wissel, schacht 4. Bij het ophaalgebouw met de brekende kabel staat een bordje dat deze schacht het nummer 44 heeft.

## Afbeeldingen en video's

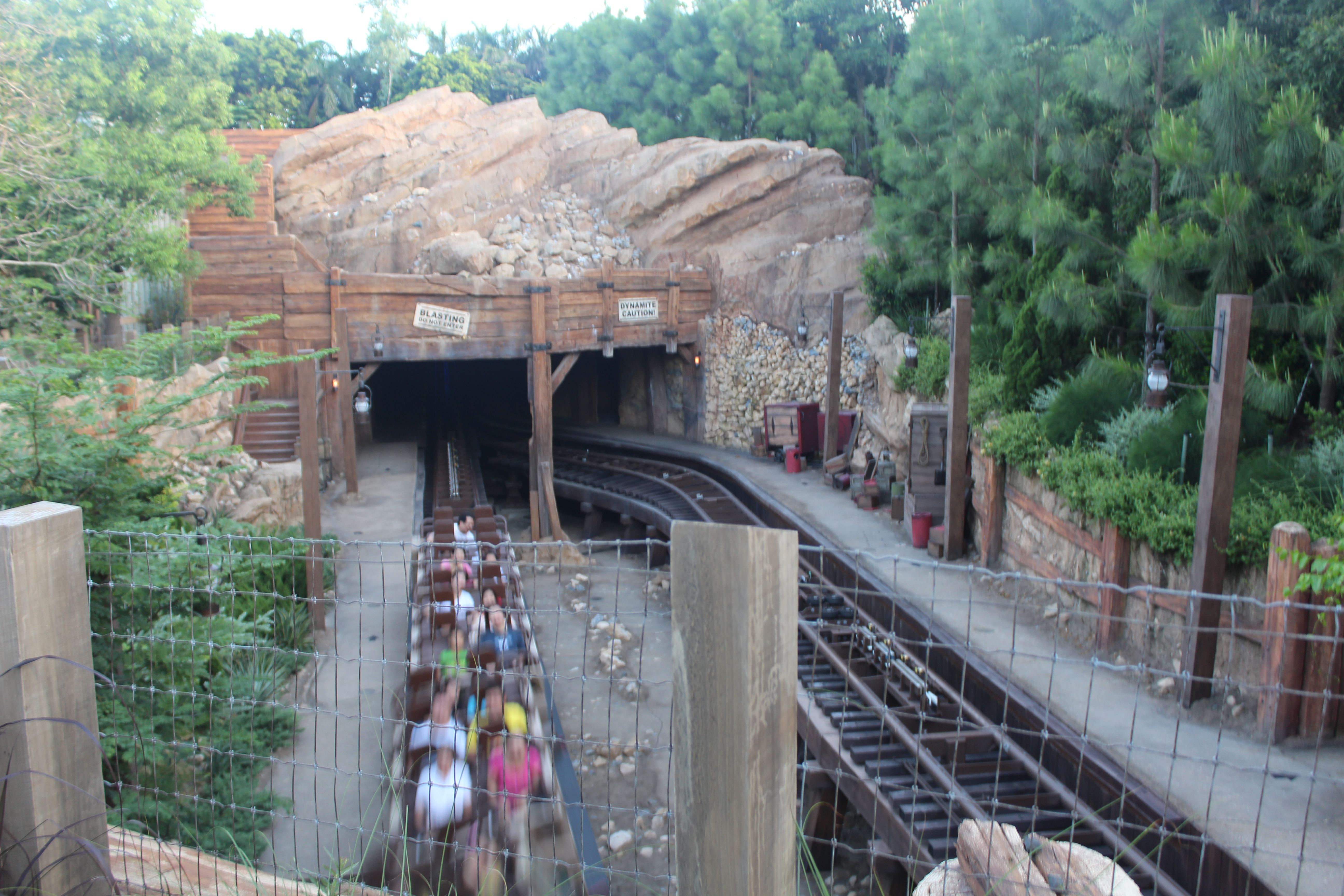
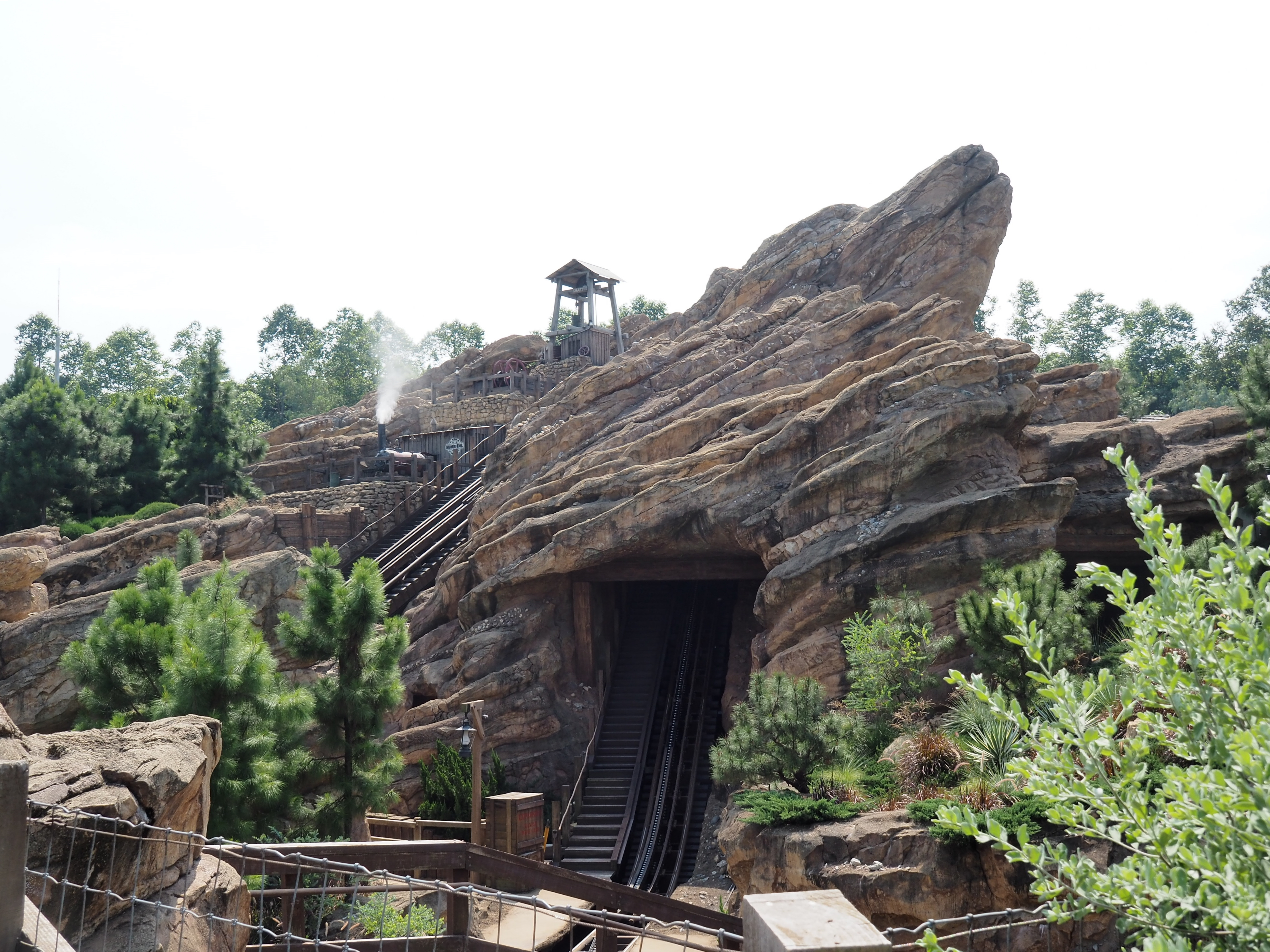
Het ophaalgebouw met de knappende kabel en de berg in de vorm van een grizzlybeer